# Arapiraca
Arapiraca, offiziell Município de Arapiraca, ist die zweitgrößte Großstadt im brasilianischen Bundesstaat Alagoas. Die Einwohnerzahl betrug laut Volkszählung von 2022 234.696 Bewohner, die Arapiraquenser genannt werden. Die Einwohnerschätzung von 2024 betrug laut IBGE 243.661 Bewohner auf einer Fläche von rund 345,7 km² (2021). Sie gehört zur Metropolregion Agreste.
Die Stadt ist hauptsächlich bekannt für ihren Tabak, ihr Städtespitzname lautet Capital do Fumo. Sie gehörte bis 2017 zur Mesoregion Agreste Alagoano und dort mit neun anderen Städten zur Mikroregion Arapiraca. Von der Hauptstadt Maceió ist sie rund 128 km entfernt.

## Geschichte
Das Gebiet wurde in der ersten Hälfte des 19. Jahrhunderts besiedelt. Am 30. Oktober 1924 wurde Arapiraca zur Stadt erhoben, zuvor war sie ein Distrikt. Seit den 1970er-Jahren wird in der Region auf großen Plantagen Tabak angebaut.

## Stadtverwaltung
Stadtpräfekt für die Amtszeit 2017 bis 2020 war Rogério Teófilo des PSDB, der seine Amtsvorgängerin Célia Maria Barbosa Rocha des PTB nach der Kommunalwahl 2016 ablöste. Bei der Kommunalwahl 2020 wurde er für die Amtszeit von 2021 bis 2024 durch José Luciano Barbosa da Silva, bekannt als Luciano Barbosa, des Movimento Democrático Brasileiro (MDB) abgelöst.
Die Legislative liegt bei einem Stadtrat (Câmara Municipal) aus 17 Mitgliedern (vereadores).

## Sport
Der lokale Fußballverein AS Arapiraquense spielte in der Saison 2010 in der Série B, der zweithöchsten Spielklasse in Brasilien.